# Gorenje Brdo
Gorenje Brdo je naselje v Občini Gorenja vas - Poljane.